# نسبة كتلة-إلى-شحنة

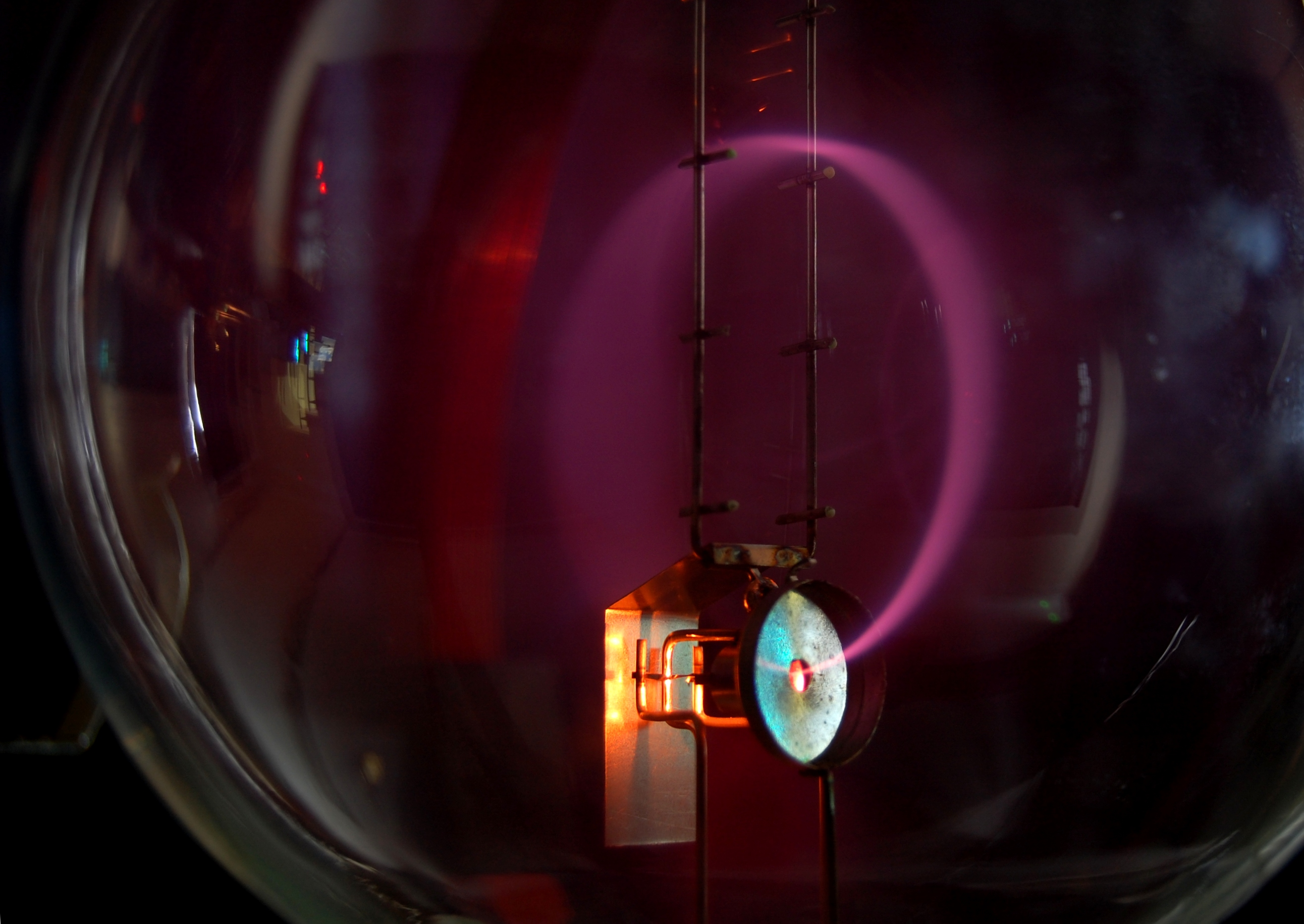

نسبة الكتلة-إلى-الشحنة (m/z) هي كمية فيزيائية تستخدم بشكل كبير في دراسة الكهرطيسية للجزيئات المشحونة (مثلاً أيونات حمض البنزويك أو كذلك الإكترون). أول تعيين لتلك الكمية كانت على يد العالم «طومسون» حيث عينها للإلكترون . ويستخدم لتعيينها مطياف الكتلة . وعن طريقها يمكن دراسة تركيب الجزيئات وبعض خواصها .
وتكتب على الشكل q/m حيث m تمثل كتلة الجزيء و q شحنته. ووحدتها هي كيلوجرام/كولوم.

## اقرأ أيضا
- طومسون (وحدة)
- مطياف الكتلة